# Cotia Challenger 1993
Il Cotia Challenger 1993 è stato un torneo di tennis facente parte della categoria ATP Challenger Series nell'ambito dell'ATP Challenger Series 1993. Il torneo si è giocato a Cotia in Brasile dal 4 al 10 ottobre 1993 su campi in cemento.

## Vincitori

### Singolare
José Luis Noriega ha battuto in finale  Danilo Marcelino con il punteggio di 3–6, 7–6, 6–1

### Doppio
Otavio Della /  Marcelo Saliola hanno battuto in finale  Danilo Marcelino /  Francisco Roig con il punteggio di 6–2, 6–7, 6–3